# Mészáros István (labdarúgó, 1899)
Mészáros István (Szombathely, 1899. február 4. – Ungvár, 1944. augusztus 28.) válogatott labdarúgó, csatár, edző. A második világháborúban halt meg.

## Pályafutása

### Klubcsapatban
A Sabária SC labdarúgója volt, ahol két bajnoki negyedik helyezés volt a legjobb eredménye.

### A válogatottban
1926 és 1927 között három alkalommal szerepelt a magyar válogatottban és egy gólt szerzett.

### Edzőként
1934-től Olaszországban dolgozott edzőként. 1934 és 1936 között az US Pistoiese, 1936 és 1937 között az US Sampierdarenese csapatánál tevékenykedett.

## Sikerei, díjai

### Játékosként
- Magyar bajnokság
  - 4.: 1926–27, 1927–28

## Statisztika

### Mérkőzései a válogatottban
| Magyarország | Magyarország         | Magyarország        | Magyarország  | Magyarország | Magyarország | Magyarország | Magyarország | Magyarország |
| #            | Dátum                | Helyszín            | Hazai         | Eredmény     | Vendég       | Kiírás       | Gólok        | Esemény      |
| ------------ | -------------------- | ------------------- | ------------- | ------------ | ------------ | ------------ | ------------ | ------------ |
| 1.           | 1926. szeptember 19. | Bécs, Hohe Warte    | Ausztria      | 2 – 3        | Magyarország | barátságos   | -            |              |
| 2.           | 1927. április 24.    | Prága, Sparta-pálya | Csehszlovákia | 4 – 1        | Magyarország | barátságos   | 1            | 42' 46'      |
| 3.           | 1927. szeptember 25. | Zágráb              | Jugoszlávia   | 5 – 1        | Magyarország | barátságos   | -            |              |
|              | Összesen             |                     |               | 3            | mérkőzés     |              | 1            | gól          |